# Un paraguas para tres
Un paraguas para tres és una pel·lícula de comèdia en coproducció hispanofrancesa de 1992 dirigida pel lleonès Felipe Vega, que fins aleshores havia fet cinema experimental, i protagonitzada per Juanjo Puigcorbé, Eulàlia Ramon i Icíar Bollaín.

## Argument
Per casualitat es troben en una tenda de mobles on anaven a comprar un llit l'economista María i l'empresari Daniel, que s'acaben de separar de les seves parelles respectives. Aleshores comencen una relació marcada per les coincidències fortuïtes, ja que mentre que Daniel és força interessat en la relació, María té dubtes en mantenir una nova relació seriosa. Per acabar-ho d'arrodonir, Alicia, una amiga de Maria, manté una relació amb el pare de Daniel, un professor de física escèptic amb l'amor

## Repartiment
- Juanjo Puigcorbé - Daniel
- Eulàlia Ramon - Maria
- Icíar Bollaín - Alicia
- Germán Cobos - Pare de Daniel
- Jean-François Stévenin - Pierre Korzeniowski
- Francis Lorenzo - César 'El Americano'
- Pablo Scola - Ex-marit de María